# Vlag van Coclé

Vlag van Coclé

De vlag van Coclé is de vlag van de Panamese provincie Coclé. De vlag werd gecreëerd in 1994 en officieel aangenomen op 27 augustus 2004. Hij bestaat uit rood, zilvergrijs en wit en de diamanten vertegenwoordigen de 6 districten van de provincie. De herkomst van de kleuren zijn onbekend.